# Trachypus appendiculatus
Trachypus appendiculatus là một loài rêu trong họ Trachypodaceae. Loài này được (Renauld & Cardot) Broth. mô tả khoa học đầu tiên năm 1906.